# Rolla (Kansas)
Rolla es una ciudad ubicada en el condado de Morton en el estado estadounidense de Kansas. En el año 2010 tenía una población de 442 habitantes y una densidad poblacional de 491,11 personas por km².

## Geografía
Rolla se encuentra ubicada en las coordenadas 37°7′6″N 101°37′57″O / 37.11833, -101.63250 (37.118293, -101.632391).

## Demografía
Según la Oficina del Censo en 2000 los ingresos medios por hogar en la localidad eran de $38,500 y los ingresos medios por familia eran $43,750. Los hombres tenían unos ingresos medios de $24,886 frente a los $14,583 para las mujeres. La renta per cápita para la localidad era de $13,211. Alrededor del 10.8% de la población estaban por debajo del umbral de pobreza.